# Brusník
Brusník es un municipio del distrito de Veľký Krtíš en la región de Banská Bystrica, Eslovaquia, con una población estimada a final del año 2024 de 107 habitantes.
Se encuentra ubicado al suroeste de la región, en la cuenca hidrográfica del río Ipoly —un afluente izquierdo del Danubio— y cerca de la frontera con la región de Nitra y con Hungría.

## Demografía
| Año        | 1994 | 2004     | 2014     | 2024     |
| ---------- | ---- | -------- | -------- | -------- |
| Población  | 99   | 89       | 119      | 107      |
| Diferencia |      | −10,10 % | +33,70 % | −10,08 % |

| Año        | 2023 | 2024    |
| ---------- | ---- | ------- |
| Población  | 112  | 107     |
| Diferencia |      | −4,46 % |